# Falcimala angulifascia
Falcimala angulifascia är en fjärilsart som beskrevs av Rothschild 1916. Falcimala angulifascia ingår i släktet Falcimala och familjen nattflyn. Inga underarter finns listade i Catalogue of Life.